# Basílica dels Vint-i-Sis Sants Màrtirs de Nagasaki
La Basílica dels Vint-i-Sis Sants Màrtirs de Nagasaki (日本二十六聖殉教者聖堂, Nippon Ni-jū-Roku Sei), també coneguda popularment com a l'església d'Ōura (大浦天主堂, Ōura Tenshudō) és una basílica menor i cocatedral de l'Església Catòlica Apostòlica i Romana a Nagasaki, Japó. Construïda poc després de la fi de la política d'aïllament nacional l'any 1853, està consagrada als Màrtirs del Japó. Per molts anys ha estat l'únic edifici d'estil occidental en ser declarat Tresor Nacional del Japó i es diu que és l'església més antiga del Japó.

## Història

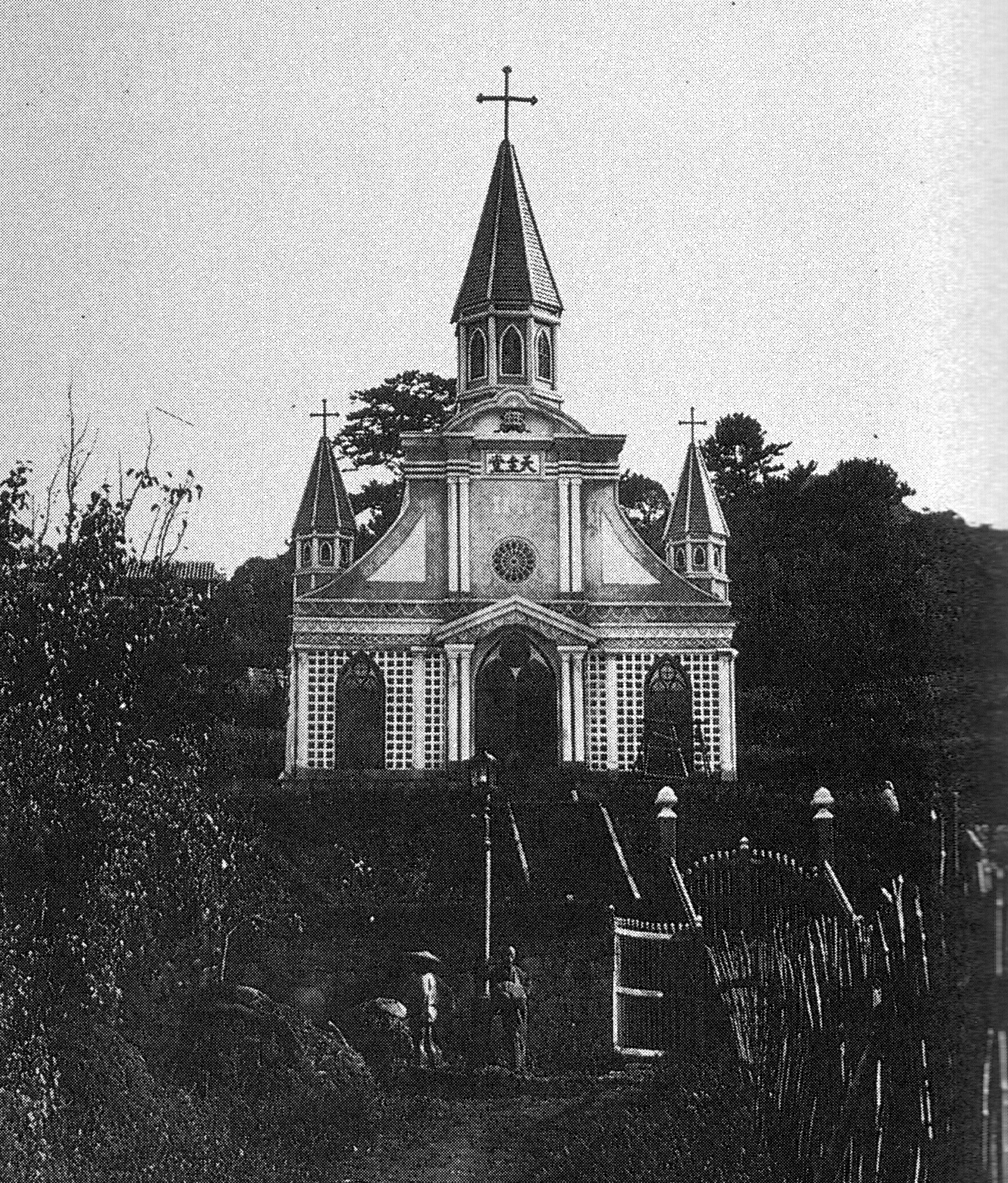
Edifici original (1864)

L'any 1863, dos preveres francesos de la Societat de les Missions Estrangeres de París, Louis Furet i Bernard Petitjean, van arribar a Nagasaki amb la intenció d'edificar un temple en honor als Vint-i-Sis Màrtirs del Japó, nou sacerdots europeus i desset cristians japonesos els quals foren martiritzats i crucificats l'any 1597 per ordre de Toyotomi Hideyoshi. La construcció del temple finalitzà l'any 1864. Construït pel mestre fuster de la Residència Glover, Hidenoshi Koyama, inicialment fou una xicoteta església de fusta amb tres naus i tres campanars octogonals. L'actual edifici, molt més gran i d'estil neogòtic, fou edificat l'any 1879. Fou construïda en maó revestit d'estuc blanc, amb cinc naus, voltes vistes i un campanar octogonal. El disseny provenia d'uns plànols belgues ja utilitzats pels missionaris a una altra església a Osaka. Les finestres de vitralls foren íntegrament importades de França.
El 17 de març de 1865, poc després de la consecució del temple primigèni, Mossèn Petitjean va veure un grup de japonesos parats davant de l'església. El grup va demanar al capellà que els obrira el temple. En agenollar-se el capellà front l'altar, una anciana del grup se li acostà i li digué "El nostre cor (fe) és el mateix que el vostre. On és la imatge de Santa Maria?". Mossèn Petitjean va descobrir que aquell grup venien de la vila propera d'Urakami i que eren Kakure Kirishitan, descendents dels primers cristians japonesos, que hagueren d'ocultar-se després de la rebel·lió de Shimabara l'any 1637. Per tal de commemorar aquesta revelació, es va importar de França una estàtua de marbre blanc de la Mare de Déu que s'instal·la al temple. Un alt relleu en bronze a l'entrada de la basílica recorda aquest fet memorable. Després d'això, milers de cristians que fins aleshores havien ocultat la seua fe, van eixir a la llum a Nagasaki. Quan el Papa Pius IX conegué la notícia, va qualificar-la com "el miracle de l'Orient".
L'any 1933, l'església fou designada com a Tresor Nacional del Japó. Durant la segona guerra mundial, el temple fou danyat pels efectes del bombardeig atòmic del 9 d'agost de 1945. Algunes restes són conservades al Museu de la Bomba Atòmica de Nagasaki. La designació com a Tresor Nacional es ratificà el 31 de març de 1953 sota la nova llei de Protecció de Béns Culturals de 1951. Fou el primer edifici d'estil occidental del Japó en rebre aquesta protecció fins a l'any 2009, quan el neobarroc Palau d'Akasaka de Tòquio va rebre també aquesta distinció. El temple va assolir la dignitat de basílica menor per part de la Santa Seu el 26 d'abril de 2016. El 30 de juny de 2018, la basílica juntament amb altres 11 lloc relacionats amb la persecució als cristians japonesos, fou afegida a la llista de Patrimoni de la Humanitat de la UNESCO.